# Ambivalenza
Con il termine ambivalenza (combinazione delle parole latine ambi (entrambi) e valentia (forza, capacità) si intende la compresenza di emozioni o sentimenti sia positivi sia negativi nei confronti di uno stesso oggetto, di una stessa persona o di una stessa idea.

## In psicoanalisi
Nella terminologia psicoanalitica, la definizione del termine è più stringente: introdotto inizialmente dagli studi sulla schizofrenia di Eugen Bleuler nel 1911, si riferisce ad uno stato emozionale in cui la coesistenza di impulsi contraddittori (più comunemente odio e amore, per cui si parla anche in particolare di ambivalenza affettiva) derivano da una fonte comune e quindi risultano essere interdipendenti.
Sigmund Freud lo usò successivamente per descrivere quella situazione che si verifica nel trattamento analitico, in cui il terapeuta si trova investito contemporaneamente da sentimenti negativi o aggressivi, che costituiscono la "resistenza", e da sentimenti positivi o di affetto.
La persona che prova tale ambivalenza non è necessariamente cosciente del conflitto fra due sentimenti fra loro contraddittori: se si eccettuano le nevrosi ossessive, che in qualche modo presentano entrambi i sentimenti 'bilanciati' nella consapevolezza del soggetto, la situazione che più spesso si verifica è che uno dei giudizi/sentimenti fra loro in contrasto viene represso, come nel tipico caso in cui l'amore per un genitore convive con atti di odio dissimulati e che possono essere rivelati dall'analisi psicoanalitica.
Proprio dal tentativo di risoluzione dell'ambivalenza può nascere un sintomo nevrotico: ad esempio, i sintomi fobici che spostano l'odio su un oggetto sostitutivo.
Successivamente la psicoanalista Melanie Klein, sviluppando alcune linee tracciate da Karl Abraham, considerò l'ambivalenza come situazione fondamentale dello stadio dello sviluppo psicosessuale della prima infanzia, da lei denominato posizione depressiva.

## Nella analisi critica, in semiologia e in filosofia
In parte riconducibile alla applicazione di Freud del termine nei suoi scritti sull'arte, ma anche agli studi di antropologia di Claude Lévi-Strauss, il termine ambivalenza viene utilizzato per indicare la compresenza di significati in oggetti, pratiche, parole, opere, culture.
La derivazione psicoanalitica comporta la possibilità di individuare in queste opere anche una situazione di rimozione/repressione (in particolar modo ciò risulta importante per studiosi che interpretano alla luce della psicoanalisi anche le scienze umane, approfondendo l'indagine sui paradossi e sulle contraddizioni).